# Dillinger & Young Gotti II: Tha Saga Continuez...
Albums de Tha Dogg Pound
The Last of Tha Pound
(2004) Cali Iz Active
(2006)
Dillinger & Young Gotti II: Tha Saga Continuez... est le troisième album studio de Tha Dogg Pound, sorti le 1er novembre 2005. 

## Liste des titres
| No  | Titre                                                                                      | Contient un (des) sample(s) de                      | Durée |
| --- | ------------------------------------------------------------------------------------------ | --------------------------------------------------- | ----- |
| 1.  | Tha Saga Continuez... (Produit par Daz Dillinger)                                          |                                                     | 0:58  |
| 2.  | DPGC Muzic (Produit par Daz Dillinger et Ivan Johnson)                                     |                                                     | 4:22  |
| 3.  | Blast 'Em Up (Skit) (Produit par Daz Dillinger)                                            |                                                     | 0:23  |
| 4.  | Cuz I'm a Gangsta (Produit par DJ Xtra Large)                                              |                                                     | 4:53  |
| 5.  | Hittin' Donutz in tha Streetz (Produit par Daz Dillinger et Ivan Johnson)                  | We Are One de Maze featuring Frankie Beverly        | 4:18  |
| 6.  | Say It (Produit par Daz Dillinger et Ivan Johnson)                                         | Breezin' de George Benson                           | 3:58  |
| 7.  | We Gitt (Produit par Daz Dillinger et Ivan Johnson)                                        |                                                     | 4:46  |
| 8.  | U Remind Me... (featuring Men-Nefer – Produit par Daz Dillinger, Soopafly et Ivan Johnson) | Remind Me de Patrice Rushen                         | 4:11  |
| 9.  | Make Me a Believer (Produit par Daz Dillinger et Ivan Johnson)                             |                                                     | 4:01  |
| 10. | I Luv When U (featuring Men-Nefer – Produit par Daz Dillinger et Ivan Johnson)             | Wind Parade de Donald Byrd Boyz-N-The Hood d'Eazy-E | 4:36  |
| 11. | What U Gone Do? (Produit par Daz Dillinger et Ivan Johnson)                                |                                                     | 4:12  |
| 12. | Push Bacc (Produit par L. T. Hutton)                                                       |                                                     | 4:21  |
| 13. | Ride & Creep (featuring D-Sharp – Produit par DJ Xtra Large)                               |                                                     | 2:45  |
| 14. | Feels Good to Be a Dogg Pound Gangsta (Outro) (Produit par Daz Dillinger et Ivan Johnson)  |                                                     | 3:41  |